# Sog
Sog (chữ Tạng: སོག་རྫོང་; Wylie: sog rdzong; ZWPY: Sog Zong; tiếng Trung: 索县; bính âm: Suǒ Xiàn, Hán Việt:Tác huyện) là một huyện của địa khu Nagqu (Na Khúc), khu tự trị Tây Tạng, Trung Quốc. Sog nằm trên phần xa phía tây của tỉnh Kham cũ. Huyenej nằm ở phía tây của Chamdo

### Trấn
- Á Lạp (亚拉镇)
- Vinh Bố (荣布镇)

### Hương
| - Giang Đạt (江达乡 - Dát Mộc (嘎木乡 - Nhược Đạt (若达乡 - Nhiệt Ngõa (热瓦乡 | - Sắc Xương (色昌乡) - Xích Đa (赤多乡) - Dát Mỹ (嘎美乡) - Gia Cần (加勤乡) |